# Liste der Monuments historiques in Hipsheim
Die Liste der Monuments historiques in Hipsheim führt die Monuments historiques in der französischen Gemeinde Hipsheim auf.

## Liste der Bauwerke
| Bezeichnung                     | Beschreibung | Standort                               | Kennzeichnung | Schutzstatus | Datum | Bild           |
| ------------------------------- | --- | -------------------------------------- | ------------- | ------------ | ----- | -------------- |
| Kapelle St-Ludan (Scheerkirche) | Turm aus dem 13. Jahrhundert, Schiff sowie Sakristei und Eremitage von 1723; Grabmal des heiligen Ludan, 1492, vermutlich von Conrat Seyfer | westlich des Ortes an der D 207 (Lage) | PA00084746    | Inscrit      | 1968  | weitere Bilder |